# Villa Backen

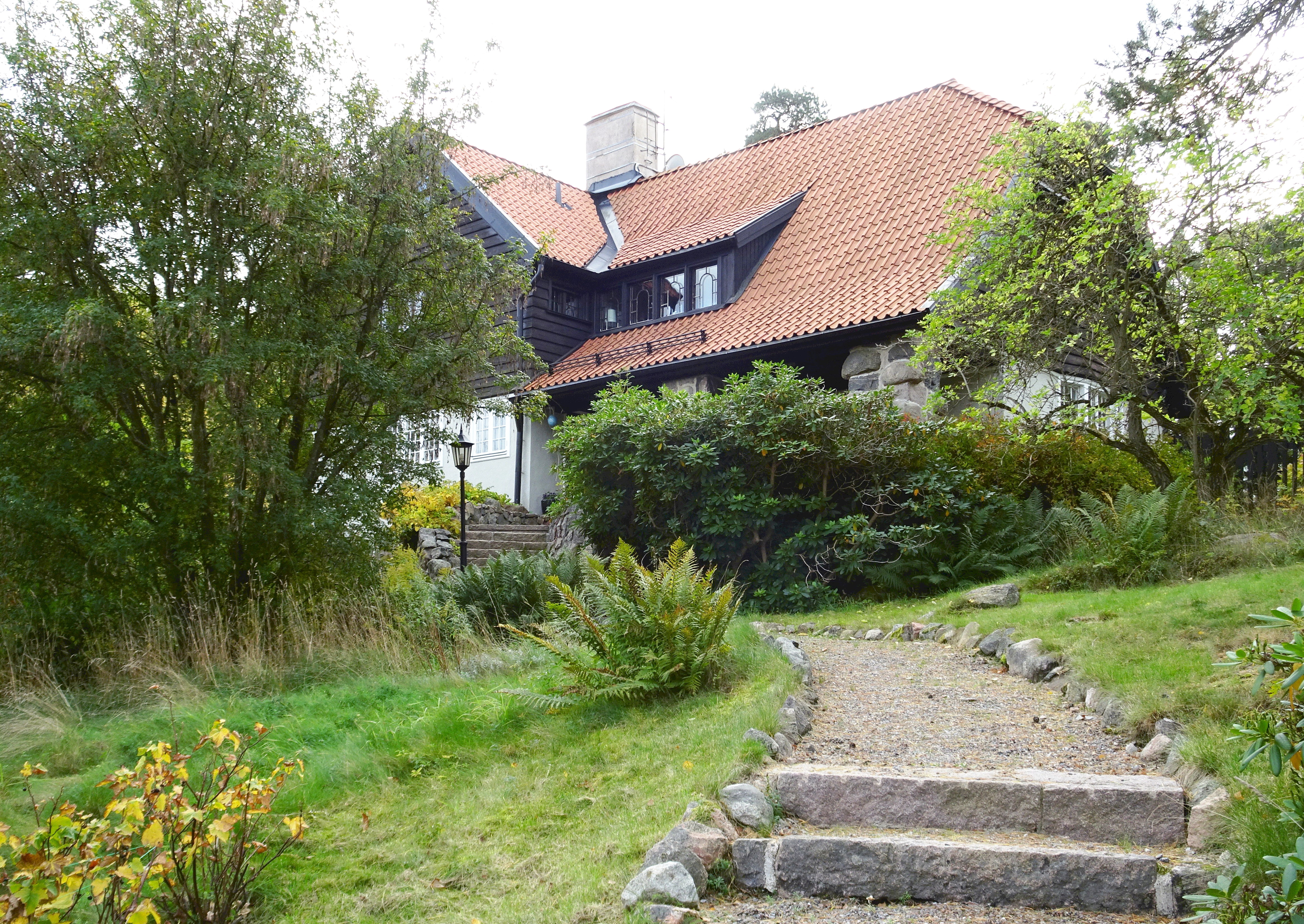
Villa Backen i oktober 2021.

Villa Backen är en kulturhistoriskt värdefull byggnad vid Bergsvägen 12 i kommundelen Hersby i Lidingö kommun. Villan uppfördes 1910 för August och Célie Brunius efter ritningar av Ivar Tengbom. En tillbyggnad mot söder utfördes 1920.

## Historik

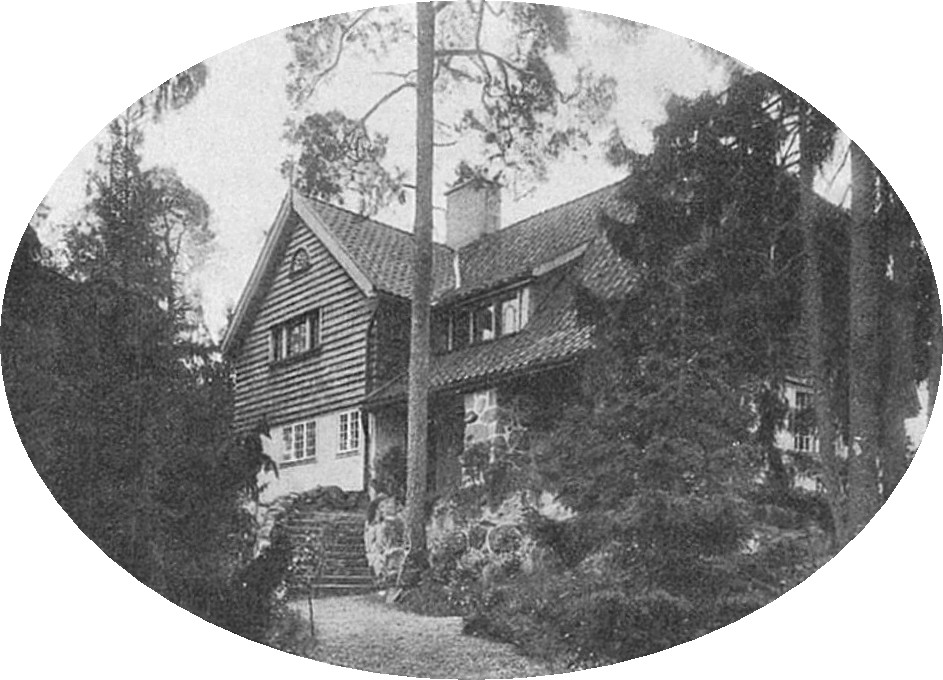
Villa Backen, foto i Idun 1918.

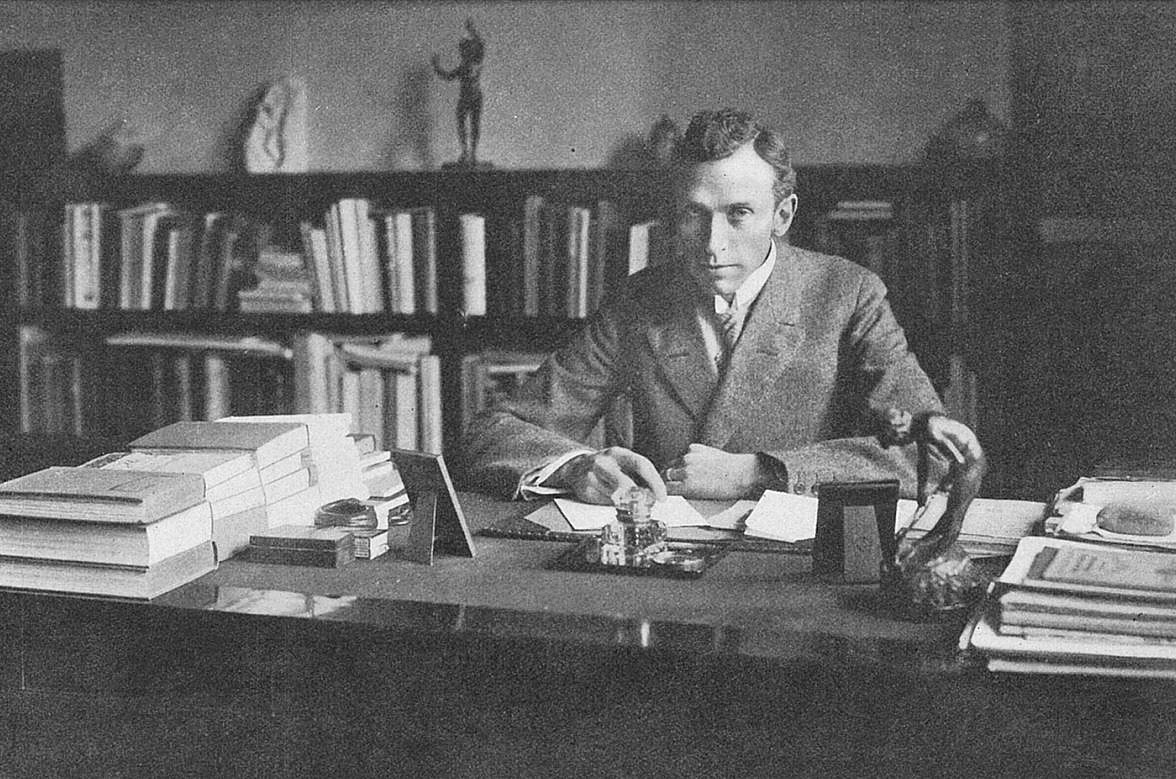
August Brunius i sitt arbetsrum.

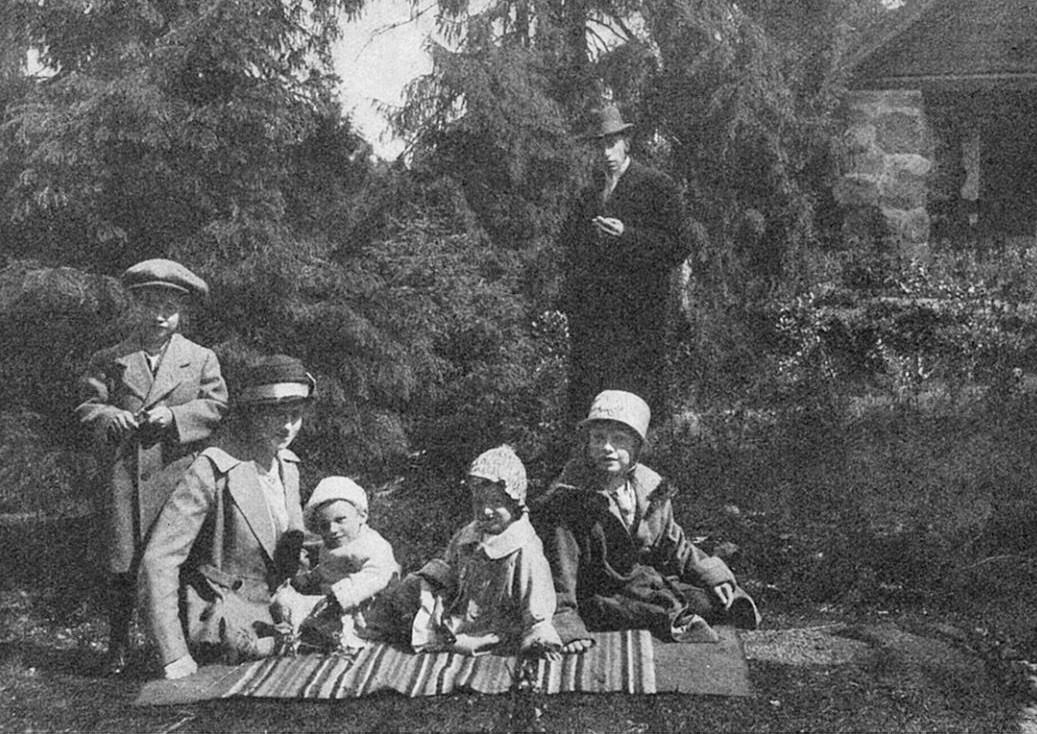
Familjen Brunius vid Villa Backen.

### Planering
Villan har sitt namn efter den bergiga terrängen som präglar området och som även återspeglas i gatunamnet, Bergsvägen. Fastigheten i nordvästra delen av Lidingö villastad hade då som nu beteckningen Astrea 5 (Astræa = stjärnjungfrun) och är en del av Per Olof Hallmans första stadsplan från 1907 för den då nybildade villastaden som, i något förändrad form, fortfarande gäller. Där framgår att även Astrea 6–7 var styckade villatomter som dock aldrig bebygges och idag utgör ett litet skogsområde intill Ägirvägen.

### Exteriör
Tomten köptes av August och Célie Brunius som här planerade att bosätta sig. Att flytta till Lidingö och bygga ett eget hus sågs som en god förutsättning för ett lyckat familjeliv. Till arkitekt anlitade paret Ivar Tengbom som formgav byggnaden i nära samarbete med ägarfamiljen. Paret Brunius var vid den tiden välkända kulturpersonligheter och deras nya villa uppmärksammades i pressen som ”Ett litterärt hem på Lidingö”. 
Tengbom ritade en villa i ett plan under ett två våningar högt valmat och utsvängt sadeltak. Fasaderna putsades i höjd med bottenvåningen och kläddes med mörkbrun betsad träpanel däröver. Bottenvåningens nordvästra hörn är indraget som terrass och bärs upp av grova pelare i natursten. Stilen är nedtonad nationalromantik.
Makarna Brunius eftersträvade en enkel och i underhållet billig bostad. Man ville ha så mycket golvyta som möjligt och låga takhöjder för att spara på uppvärmningskostnader. Endast arbetsrummet på övervåningen fick ett högt ryggåstak. Planlösningen blev engelskinspirerad med en stor entréhall varifrån man nådde vardagsrum, matsal, kök, serveringsgång, jungfrukammare och terrassen. På övervåningen placerades sovrummet, fruns rum, badrummet och flera barnrum  samt högst upp under taket husherrens arbetsrum.

### Interiör
Villans inre gestaltades mycket enkelt och med ett minimum av färger. Överdrivna utsmyckningar i jugend ansågs vara konstlade. All överlastning bannlystes och den glesa möbleringen gav ”behaglig känsla av frihet och utrymme”. Villa Backen blev en motreaktion mot samtidens murriga och övermöblerade interiörer. I en av Brunius skrifter Hus och hem: studier af den svenska villan och villastaden från 1911 beskrev han sitt hem som exempel på en modern villa i en tid då Sveriges villastäder börjar byggas.
Sommaren 1917 var Célie Brunius tjänstledig för att sköta hem och barn. Den erfarenheten av hushållsarbete redovisade hon i boken Sin egen tjänare. 1918 besöktes paret av tidningen Iduns redaktör för ett långt ”hemma hos” reportage. Om villan sägs där bland annat:
| ” | Villa Backen är en lugnets och jämnviktens boning, där man är fri från jäkt och larm, utom möjligen då Ulla [dottern] allt för högljudt ger uttryck åt sin karaktärs spirande själfständighet. Den hemlighetsfulla fina organisation af hem och huslighet, som är ett verk af långa tider och af personlig kultur, lefver här midt i krigsbetrycket, typiskt utvecklad i ett svenskt medelklasshem ute på Lidingön. | „ |